# محاصره هاچیگاتا (۱۵۶۸)
محاصره هاچیگاتا (انگلیسی: Siege of Hachigata)، اولین «محاصره هاچیگاتا» قلعه در سال ۱۵۶۸ اتفاق افتاد. تاکدا شینگن قلعه هاچیگاتا را که تحت کنترل هوجو اوجیکونی بود، محاصره کرد، اما نتوانست آن را تصرف کند.
پس از شکست در تصرف قلعه هاچیگاتا، شینگن سپس به سمت جنوب حرکت کرد تا قلعه تاکی‌یاما را محاصره کند شینگن در مسیر خود به پایتخت خاندان هوجوی اخیر حمله به اوداوارا را انجام داد.